# Club de Yates de Sea Cliff
El Club de Yates de Sea Cliff (Sea Cliff Yacht Club en idioma inglés y oficialmente) es un club náutico ubicado en Sea Cliff, Nueva York (Estados Unidos).

## Historia
El Día de los Caídos de 1893 se izó por primera vez la grímpola del club en su sede social de Hempstead Harbor, en el estuario de Long Island Sound, y en 1945 se trasladó a su ubicación actual.
Sus regatistas han ganado campeonatos del mundo en la clases Star y Snipe (Philip y Bill Benson en 1936), y campeonatos norteamericanos en la case Sonar, además de participaciones destacadas en las clases S. Boats, Etchell 22s, Ensigns y Blue Jays.
Organiza, desde 1977, la Regata Alrededor de Long Island.